# Einar Hvoslef
Einar Hvoslef (ur. 21 czerwca 1876 w Oslo, zm. 1 grudnia 1931 tamże) – norweski żeglarz, olimpijczyk.
Na regatach rozegranych podczas Letnich Igrzysk Olimpijskich 1908 wystąpił w klasie 8 metrów zajmując 4 pozycję. Załogę jachtu Fram tworzyli również Eilert Falch-Lund, Johan Anker, Hagbart Steffens i Magnus Konow.